# Eusebiu-Manea Pistru-Popa
Eusebiu-Manea Pistru-Popa (n. 25 mai 1966, Arad, România) este un deputat român, ales în 2012 din partea Partidului Democrat Liberal.
În perioada 9 ianuarie 2009 - 8 mai 2012, Eusebiu-Manea Pistru-Popa a fost secretat de stat la Ministerul Transporturilor și infrastructurii., 
În timpului mandatului, în 2015, partidul său a fuzionat cu Partidul Național Liberal. În 2017, a trecut la ALDE.